# 유엔 평화 유지 활동
유엔 평화유지군 또는 국제 연합 평화유지군(國際 聯合 平和維持軍, 영어: United Nations Peace Keeping Force, UNPKF)은 유엔의 유사 상태시 평화와 회복을 유지하기 위해 각국의 정부에서 자발적으로 파병한 부대이다. 평화유지활동이란 평화의 지속을 위해 필요한 조건을 조성하는 활동을 말한다. 유엔(UN)의 다양한 국가와 주 정부, 조직내 국제적 수준에서 평화유지군은 분쟁지역을 감시하고 관찰하며 평화 협정 이행을 위해 전 전투원을 지원하는 역할을 한다. 이러한 평화유지활동은 신뢰 구축, 권력 분점에 대한 합의, 선거지원, 법치주의 강화, 경제적 사회적 발전 지원 등의 영역에서 다양한 형태로 이루어지고 있다. 따라서 유엔의 평화 유지군은 군인과 민간인 모두를 포함하는 포괄적인 개념이다. 특히 유엔 평화유지군은 파란색 베레모 또는 파란색 전투모를 착용하여, 블루베레 혹은 블루 헬멧이라고도 불린다. 유엔 평화유지군은 1988년 노벨 평화상을 수여받았다.
평화유지활동에 있어 유엔은 평화 유지 임무를 수행하는 유일한 조직은 아니다. 비 유엔 평화유지군에는 유엔이 승인한 NATO 사명과 시나이 반도의 다국적군 및 감시단, 또한 EUFOR RCA와 같은 EU 가입국이 포함되어 있다. 비폭력 평화조직(Nonviolent Peaceforce)은 비정부 자원 봉사자 또는 활동가들에 의해서도 이루어지는데, 일반적인 평화 운동에 대한 전문 지식을 교육하고 장려하는 하나의 비정부기구(NGO)의 역할을 수행하고 있다.

## 구성과 조직

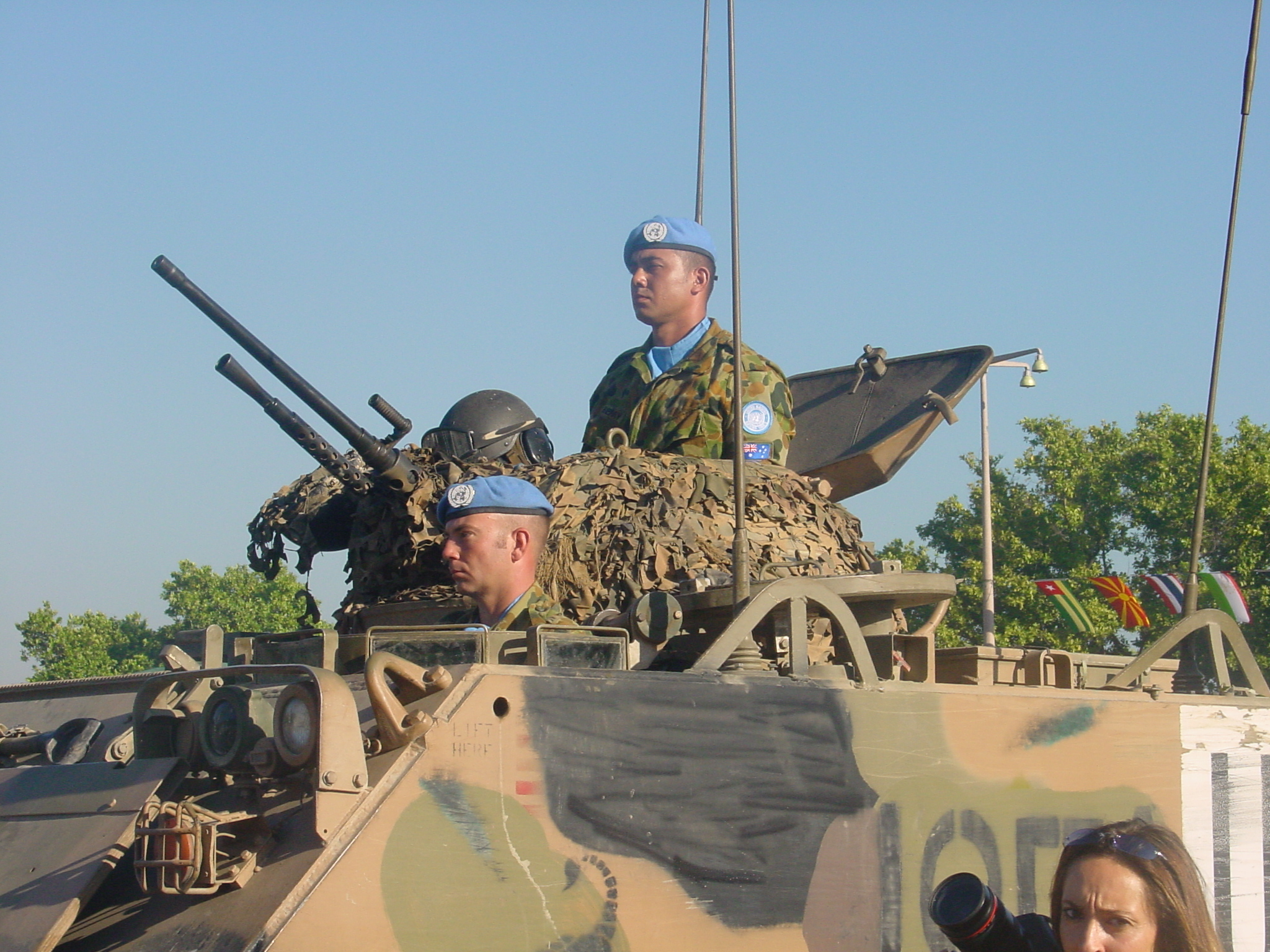
동티모르에서 활동중인 유엔 평화유지군

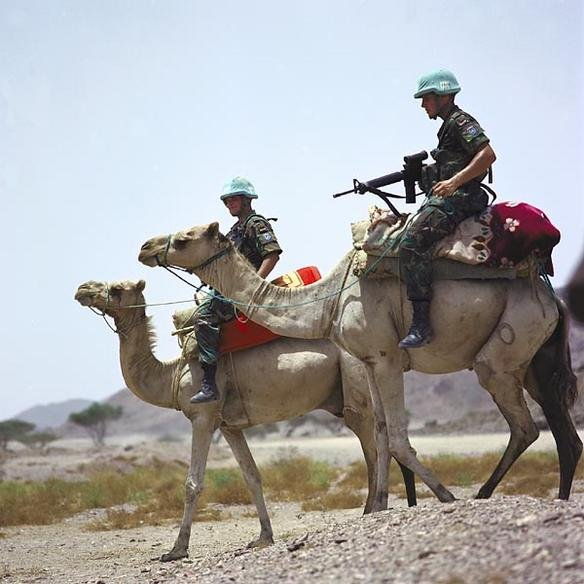
에티오피아-에리트레아 국경을 순찰중인 유엔 평화유지군 대원들

### 결성
어떠한 국가 또는 지역이 극심한 분쟁에 휘말린 경우 유엔 안전보장이사회는 평화유지 활동을 결의할 수 있다. 유엔 안전보장이사회의 평화유지 활동이 결의되면 유엔 평화유지부는 해당 국가 또는 지역의 평화유지 활동을 위한 방안을 수립한다. 이러한 평화유지 활동에 분쟁의 억제를 위한 군사력이 필요하다고 인정될 경우 안전보장이사회의 승인을 얻어 평화유지군을 결성할 수 있다. 유엔은 상시적인 군사력을 보유하지 않기 때문에 평화유지군은 임무마다 각국의 자발적인 파병으로 결성된다.

### 조직
유엔 평화유지군은 세 가지 권력에 의해 통제된다. 첫 번째 통제자는 유엔 사무총장으로 해당 임무의 공식적인 지도자이다. 두 번째 통제자는 해당 임무에 의해 결성된 평화유지군의 사령관이다. 마지막으로는 평화유지군의 보급과 지원을 담당하는 행정관이 평화유지군의 임무에 관여하게 된다.

### 평화유지 활동에 참여하는 국가
유엔 헌장은 전 세계의 평화와 안보를 유지하기 위해 유엔의 모든 회원국은 안전 보장 이사회에 필요한 군대와 시설을 제공해야 한다고 규정했다. 1948년 이래로 약 130개 국가가 평화유지작전에 군인 및 민간 경찰 요원을 기용하고 있다. 이 기간 동안의 평화유지임무를 수행한 모든 인원에 대한 상세한 기록은 알 수 없지만, 지난 56년 동안 최대 백만 명의 군인, 경찰 및 민간인들이 유엔의 깃발하에 평화유지활동을 지속해 왔다고 추산된다. 많은 수의 국가들이 평화유지활동에 참여하고 있음에도 불구하고, 개발 도상국의 핵심 국가들이 여전히 가장 큰 부담을 하고있다. 2016년 8월 기준 주요 개발 도상국가들의 파병 현황은 다음과 같다. 에티오피아 8326명, 인도 7471명, 파키스탄 7161명, 방글라데시 6772명, 르완다 6146명, 네팔 5131명, 세네갈 3617명, 부르키나파소 3036명, 가나 2972명, 이집트 2889명 순이다.
개발 도상국은 선진국에 비해 더 많은 평화 유지 활동에 참여하는 경향이 있다. 이는 전문가들에 의하면 대규모 국가들의 제국주의적 사고를 견제하기 위한 것으로도 해석된다. 일례로, 2005년 12월 에리트리아는 에티오피아 국경에서 평화 유지 임무를 수행한 모든 미국인, 러시아인, 유럽인, 캐나다인을 추방했다. 또한 개발 도상국이 유독 더 많은 평화유지군을 파견하는 현상은 경제적 관점에서도 설명된다. 한 달 동안 평화유지군에게 지급되는 유엔의 상환금은 임금 및 수당 1028달러로 전문가들에게는 303달러의 추가수당과 개인 의류 및 장비 구매비용 68달러가 추가로 지급된다. 이것은 개발 도상국가의 입장에서는 하나의 중요한 수입원이 된다.

### 평화유지활동의 여성참여
유엔 안전보장 이사회 결의안 1325호는 여성들을 분쟁, 평화협상, 평화구축, 평화유지, 인도주의적 대응 및 분쟁의 예방과 해결에 적극적이고 평등한 주체로 언급한다. 이 결의안에서는 남녀 동등한 참여의 중요성과 평화, 안전의 유지 및 증진을 위한 모든 노력에 여성이 배제되어서는 안되며, 완전한 방식으로 참여해야 한다고 명시하고 있다. 2010년에는 이 결의안의 성공적 이행 여부를 파악하기 위해 포괄적인 10년 동안의 경향성 연구를 시행하였는데, 특히 여성의 평화 협상 및 평화 협약 참여의 증가와 성에 기반한 폭력을 줄이기위한 노력을 포함하여 어느 정도의 성과를 확인하였다.
2013년에 유엔 안전보장 이사회는 결의안 2122를 만장일치로 통과시켰다. 이 결의안에는 평화 회담, 평화 유지 임무의 성별 전문 지식, 여성에 대한 무력 충돌의 영향에 대해 개선된 정보와 분쟁 과정에서의 여성 참여에 대한 강력한 조치를 촉구했다. 또한 유엔 여성 권리위원회 소속인 여성 차별 철폐위원회(CEDAW)는 2013년부터 여성 권리 협약을 비준한 국가들이 여성의 권리를 보장하며 유지하는 것을 의무화하고 있다. 2016년 7월, 여성들은 모든 유엔 평화유지임무에서 군대, 경찰, 또는 민간 직원으로 근무하고 있다. 1993년에는 제복을 입은 평화유지군 사이의 여성의 비율은 1퍼센트에 불과했지만 2014년에는 약 12만 5천명의 평화유지군 중 군인의 3%, 경찰 직원의 10%, 평화 유지임무 및 특수 정치선교분야의 29%, 국가소속 직원의 17%가 여성이다. 2016년에는 5명의 여성들이 사무총장 특별대표로 평화유지임무를 이끌었다.

## 역사
1948년 이스라엘 건국을 둘러싸고 일어난 제1차 중동전쟁 때 파견된 UNTSO(United Nations Truce Supervision Organization:유엔 휴전감시단)이 그 시초이다.
이스라엘의 독립선언에 반발한 아랍의 여러 나라들이 전쟁을 개시하여 이스라엘의 전력이 우세한 가운데, 유엔 안전보장이사회는 팔레스타인 휴전위원회(Truce Commission for Palestine)를 설치하였다. 이어서 유엔 총회는 유엔 조정관을 임명하고 휴전위원회의 협조 아래 군사적 지원을 받아 휴전을 감시하라는 임무를 부여하였다.
팔레스타인휴전위원회는 1949∼1956년까지 휴전협정 위반을 방지하는 활동을 했는데, 이것은 유엔의 평화유지 활동의 시초로 꼽힌다. 이후 보스니아·소말리아·동티모르 등 여러 분쟁 지역에 유엔 평화유지군이 파견되었다. 한국은 1993년 소말리아와 2000년 동티모르 사태 때 평화유지군을 파견하였다.

## 평화유지군 활동의 이론적 기반
평화유지가 무엇인지, 평화유지군이 하는 것이 무엇인지에 대한 논의는 많은 반면에, 평화유지군이 분쟁 이후의 환경에 영향을 미치는 방식에 대해 밝히는 경험적 연구는 거의 없다. 콜럼비아 대학 교수인 버지니아 포르트나는 평화 유지군이 영구적인 평화를 위한 토대를 마련할 기회를 가질 수 있는 4가지 이유를 제시했다. 포르트나의 4가지 이유는 다음과
1. 불확실성을 줄이고 보안 위협에 대한 우려를 불식시킨다.
2. 범죄집단의 전쟁으로 악화되는 행위와 사고를 방지하고 통제한다.
3. 한 진영(일반적으로 정부)의 평화를 잃게 하는 재무장을 유발하는 정치적 권한 남용을 방지한다.

포르트나는 평화를 위한 과정에서 평화를 성취하기 어려운 환경으로 파병되는 평화유지군의 긍정적인 영향을 주장하였다.

## 파병이 평화유지 활동에 미치는 영향

### 군사적 정상화
일부 전문가들은 평화 유지 활동을 군사 정상화를 위한 매커니즘으로 활용할 수 있는 잠재력을 강조했다. 마이클 에드워드 왈시와 제레미 테일러는 남수단의 일본의 평화유지 활동은 일본 군대 정상화의 특별한 기회라고 주장한다. 그들은 일본의 평화 유지군들은 치명적인 힘을 필요로 하는 많은 심각한 우발 사태에 대처할 준비가 되어 있지 않다고 결론지었다. 이러한 이유로 그들은 일본의 지속적인 평화유지활동 참여는 궁극적으로 국가를 향한 "일본 군대의 정상화가 유일한 결과이다"라는 정책변화를 강조할 수 있다.

### 파병국가의 정책적 영향
다이아나 에펠바움은 국재 평화유지 임무수행을 목적으로 피지의 군대를 만드는 것이 네 번의 쿠데타(1987, 1999-2000, 2006, 2009년)의 충분한 군사적 근거가 되었고 피지의 군사독재가 20년 넘게 지속된 것에 대해 우려를 표했다.

### 평화유지군 개인에 미치는 영향
평화유지군 병사에 대한 연구는 긍정적인 영향과 부정적인 영향 모두를 보여준다. 보스니아에 파병된 951 미군 부대 병사에 관한 연구는 77%의 긍정적인 보고, 63%의 부정적인 결과, 47%의 중립적인 결과를 보고했다. 평화유지군 병사는 교전과 친숙하지 않은 기후에 의한 위험에 노출되어있다. 이러한 문제들은 기존에 파병 경험이 있는 사람들의 상당수에게 정신장애, 자살, 부차적인 학대의 결과로 나타난다. 또한 평화유지군 활동에 참여한 가족들은 장기간동안 극도의 심리적 압박을 받는 것으로 나타났다.

## 현재 유엔 평화유지군의 활동지역

### 아프리카
- 서사하라
  - 유엔 서사하라 국민투표 임무단(MINURSO) 1991년 4월 -
- 라이베리아
  - 유엔 라이베리아 미션(UNMIL) 2003년 9월 -
- 코트디부아르(아이보리 코스트)
  - 유엔 코트디부아르 활동(UNOCI) 2004년 -
- 수단
  - 유엔 수단 대표단 (UNMIS) 2005년 3월 -
  - 아프리카 연합 다르푸르 대표단 (AMIS) 2004년 7월 - 2007년 12월 →유엔 아프리카 연합 다르푸르 대표단(UNAMID)
  - 2008년 7월 8일 수단 다르푸르에서 테러 조직의 기습을 받아 7명이 사망하고, 22명이 크게 다쳤다.[13]
  - 2009년 2월 24일에도 평화유지군의 기지가 습격당하여 최소 18명이 목숨을 잃었다.[14]
- 콩고 민주 공화국
  - 유엔 콩고 민주 공화국 미션(MONUC) 1999년 11월 -
- 남수단
  - 유엔 남수단 미션(UNIMISS) 2011년 -
- 말리
  - 유엔 말리 미션(MINUSMA) 2013년 -
- 중앙아프리카 공화국
  - 유엔 중앙아프리카 공화국내전 방지 활동(MINUSCA) 2014년 -

### 아메리카
- 아이티
  - 유엔 아이티 미션(MINUSTAH) 2004년 -

### 아시아
- 인도/ 파키스탄 카슈미르
  - 유엔 인도 파키스탄 군사 감시단(UNMOGIP) 1949년 1월 -

### 유럽
- 키프로스/ 북키프로스
  - 유엔 키프로스 평화 유지군(UNFICYP) 1964년 3월 -
- 코소보
  - 유엔 코소보 임시 행정 업무(UNMIK) 1999년 6월 -

### 중동
- 유엔 휴전 감시기구(UNTSO) 1948년 5월 -
- 레바논
  - UNIFIL 1978년 3월 -
- 시리아 골란고원
  - UNDOF 1974년 6월 -

## 대한민국의 평화유지군
- 소말리아 :  1993년 7월 ~ 1994년 3월 15일 상록수 부대(252명), 파병 임무종료하여 현재 철수함.
- 서사하라 : 1994년 선거 감시단(4명, 라윤(본부), 모로코 지역(4개소), 폴리사리오 지역(5개소)), 국군 의료지원단
- 앙골라 : 1995년 10월 5일 ~ 1996년 12월 23일 상록수 부대(198명)[15], 파병 임무종료하여 현재 철수함.
- 동티모르 : 1999년 10월 28일 ~ 2003년 10월 23일 상록수 부대(419명), 파병 임무종료하여 현재 철수함.
- 이라크 : 2004년 2월 23일 ~ 2008년 12월 20일 자이툰 부대(8,000명), 파병 임무종료하여 현재 철수함.
- 레바논 : 2007년 7월 19일 동명 부대(348명) , UNIIL 참모장교(14명)
- 아이티 : 2010년 2월 17일 ~ 2012년 12월 24일 단비 부대(240명) , MINUSTAH 참모장교 (2명), 파병 임무종료하여 현재 철수함.
- 남수단 : 2013 3월 1일 한빛 부대(280명), 임무단 (8명)
- 인도 +  파키스탄 : 정전감시단 (7명)
- 라이베리아 : 임무단 (2명)
- 코트디부아르 : 임무단 (2명)
- 수단 다푸르 : 임무단 (2명)
- 키프로스 : 평화유지군 사령관 (1명)

## 평화 유지활동의 효과
평화 유지군이 배치되는 곳과 평화의 잠재적 가능성에 영향을 미치는 특정 요인들을 통제함으로써, 버지니아 포르트나의 통계학적 연구는 평화 유지군이 구축될 때 지속적인 평화에 중대한 영향을 미친다는 것을 보여 준다. 평화가 회복될 가능성이 가장 희박한 지역에 평화 유지군이 파견되었다는 사실에도 불구하고, 포르트나의 연구는 유엔 평화유지군의 존재가 적어도 55%~60%의 폭력의 재출현 위험성을 감소하는 것으로 측정했다. 또한 포르트나의 분석은 동의를 기초로한 활동과 강제에 의한 임무가 거의 차이가 없다는 결론을 내렸다. 실제로, 유엔 평화 유지군은 그들이엔 평화 유지군이 무력 사용을 입증하고 사용할 수 있는 능력을 입증할 수 있다면 유효하다.
도일과 삼바니스의 분석은 유엔 평화유지군과 재정적 지원이 가능한지 여부에 더하여 높은 수준의 개발이 이루어진 국가들의 분쟁일수록 전쟁 이후 평화가 지속될 가능성이 높다는 것을 발견했다. 그들은 짧게 지속되는 평화가 강력한 유엔의 개입에 더욱 의존한다고 결론지었다. 그들은 향상된가된 경제 능력이 적대적요소들 것을 갱신하지 않을 동기를 제공할 수 있다는 것을 주목한다.

## 대민범죄
2004년부터 2017년 사이 아이티에 주둔했던 평화유지군이 10대를 상대로 성매매를 일삼고 그 결과 태어난 아이들을 버렸다는 사실이 확인되었다.
현지인 2500명을 대상으로 한 이 설문조사에서는 10명 중 1명 꼴로 평화유지군에 의한 임신과 출산 사례를 증언하였고 미혼모들은 생계를 위해 다시 성매매에 나선다고 보고되었다. 그러나 이들을 위해 2016년 변호사 모임 BAI가 나서 친자확인 소송을 제기하고 양육비 지원을 요구하였으나 묵살당했다.

2010년 10월 아이티에서 콜레라가 유행하였는데 당시 콜레라가 유행하던 네팔에서 파견된 장병들의 주둔지에서 현지 강으로 콜레라 균이 유입되었다는 사실이 담긴 유엔 특별 조사위원인 필립 올스턴의 보고서가 당시 유엔 사무총장이던 반기문에게 전달되자 유엔은 6년만에 처음으로 책임을 인정하였다.

## 제안된 개혁안
평화유지군 활동에 대한 비판에 반응하여, 특히 평화유지군에 의한 성적인 학대 사건의 경우에 대해, 유엔은 그들의 운영에 있어서 개혁의 단계로 나아가고 있다. 브라히미 보고서는 평화 유지 임무를 수행하기 위한 많은 단계들을 요약하고, 결함을 제거하고, 미래의 평화 유지 임무의 효율을 보장하기 위한 조치들이다. 유엔은 이러한 제안들이 실제로 미래의 평화유지군 활동에 적용될 것을 맹세하였다. 개혁 과정의 기술관료적 측면은 평화유지 운영부서의 "평화작전 2010" 개혁 의제를 통해 계속되고 재활성화되고 있다. 이는 인력의 증가, 현장 근무자와 운영본부의 근무 환경 및 서비스의 조화, 가이드라인 개선, 운영절차의 표준화, 평화유지 부서와 유엔개발계획(UNDP), 아프리카 연합, 유럽 연합의 협력관계 개선을 포함한다. "유엔 평화유지 운영: 원리와 지침"으로 명명된 2008년의 최고 정책은 브라히미 분석을 포함하고 기반으로 하고 있다.

## 같이 보기
- 유엔
- 평화구축
- 군비 축소
- 피스메이킹(영어판)